# Monastère de Tengdro
Le monastère de Tengdro tibétain : སྟེང་གྲོ, Wylie : steng gro est un monastère de la branche Drukpa de l'école kagyupa fondé par Gotsangpa Gonpo Dorje.
Situé près de la ville de Shékar, 4 de ses moines sont condamnés en 2021 à 20 ans, 19 ans, 17 ans et 5 ans de prison, pour l'envoi de messages par téléphone portable à l’étranger et faisant référence à des dons après le tremblement de terre de 2015 au Népal, qui ne contreviennent pourtant pas à la loi chinoise,.